# Jay Ryan
 (août 2015).
Si vous disposez d'ouvrages ou d'articles de référence ou si vous connaissez des sites web de qualité traitant du thème abordé ici, merci de compléter l'article en donnant les références utiles à sa vérifiabilité et en les liant à la section « Notes et références ».

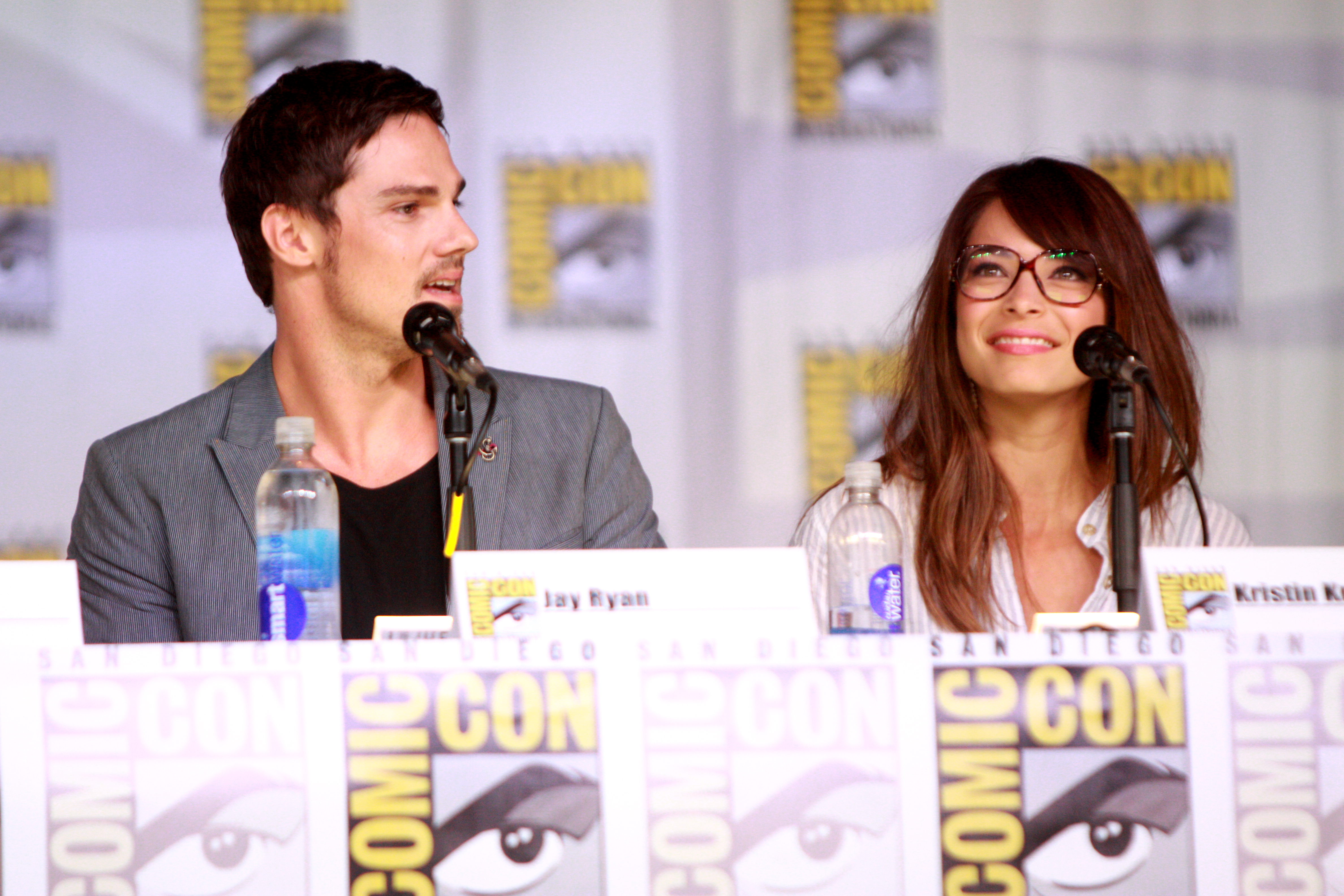
Jay Ryan et Kristin Kreuk.

Jay Bunyan, connu sous le nom de scène Jay Ryan, est un acteur néo-zélandais  né le 29 août 1981 à Auckland. De 2012 à 2016, il incarne Vincent Keller dans la série fantastique Beauty and the Beast aux côtés de Kristin Kreuk.

## Biographie

### Carrière
Jay Ryan apparaît comme Glen dans les Pirates voyou en 2000 et a un rôle mineur dans Xena. Il est connu pour son rôle de Jack Scully dans le feuilleton Les Pays voisins australiens de la fin 2002 jusqu'en janvier 2005.
Lorsqu'il auditionne pour un rôle à Los Angeles, il lui est suggéré de changer son nom. À partir de 2007, il joue Seaman William Billy alias Spider Webb dans le drame Australien Sea Patrol.
Depuis 2009, il a le rôle de Kevin dans la comédie dramatique néo-zélandaise Allez les filles (Go Girls). En 2011, il rejoint la distribution de la comédie Australienne Offspring et apparaît en tant que vedette invitée de la série américaine de science-fiction Terra Nova, en tant qu'assassin. Pour ce rôle, il a un accent américain.
En 2012, il obtient l'un des deux rôles principaux dans le pilote de la série dramatique de romance Beauty and the Beast sur la CW ; la chaine annonce officiellement la série en mai 2012.
En 2013, il joue dans la série dramatique et policière britannique Top of the Lake créée par Jane Campion et Gérard Lee, dans le rôle de Mark Mitcham.
Ce fut en 2019 qu'il commence à prendre de l'importance au cinéma, avec son rôle de Ben Hanscom dans Ça : Chapitre 2.

### Vie privée
Jay Ryan partage sa vie avec Dianna Fuemana, écrivain, depuis de nombreuses années[Quand ?]. Ils ont une fille, Eve Bunyan, née en mars 2013.

## Filmographie

### Cinéma
- 2002 : Superfire : l'enfer des flammes
- 2010 : Lou de Belinda Chayko
- 2019 : Ça : Chapitre 2 : Ben Hanscom (adulte).
- 2020 : The Furnace : Sergent Shaw
- 2022 : Muru : Gallaguer

### Télévision
- 2002 : Being Eve : Sam Hooper (13 épisodes)
- 2002 - 2005 : Les Voisins : Jack Scully
- 2007 - 2009 : Sea Patrol (39 épisodes)
- 2009 - 2012 : Go Girls (en) : Kevin (46 épisodes)
- 2010 : Legend of the Seeker : L'Épée de vérité
- 2011 : Terra Nova : Tim Curran
- 2012 - 2016 : Beauty and the Beast : Vincent Keller (70 épisodes)
- 2013 : Top of the Lake : Mark Mitcham
- 2017 - 2019 : Dre Mary : mort sur ordonnance : Détective Ben Wesley (18 épisodes)
- 2021 : Creamerie : Bobby (6 épisodes)
- 2023 : Mensonges au Paradis (en) : Aaron (7 épisodes)
- 2023 : Scrublands (TV series) (en) : Byron Swift (4 épisodes)
- 2024 : Territory (TV series) (en) : Campbell Miller	(6 episodes)
- 2025 : Chronique arctique : Alistair

## Voix françaises
| - Boris Rehlinger dans : - Top of the Lake (série télévisée) - Ça : Chapitre 2 - Mensonges au Paradis (en) (série télévisée) - Territory (TV series) (en) (série télévisée) - Chronique arctique (série télévisée) | Et aussi - Christophe Hespel (Belgique) dans Sea Patrol (série télévisée) - Mathias Kozlowski dans Terra Nova (série télévisée) - Axel Kiener dans Beauty and the Beast (série télévisée) - Laurent Maurel dans Creamerie (série télévisée) |